# Идеология Организации украинских националистов
Идеология Организации украинских националистов — совокупность взглядов украинских националистов из подпольной организации ОУН, ставившей своей целью создание независимого украинского государства на всех украинских этнических землях.
Основным средством борьбы за достижение своей цели организация считала общие действия народных масс в украинской национальной революции, при этом определённое место в этой борьбе занимали индивидуальный террор и диверсии.
Возникнув как подпольная организация, ОУН вскоре стала сравнительно мощной силой: несмотря на репрессии властей, численность ОУН составляла от 10 до 30 тыс. В условиях, когда после присоединения Западной Украины к СССР все другие несоветские политические силы оказались разгромлены, именно ОУН сохранилась и продолжала подпольную борьбу значительной части западноукраинского населения за независимость.

## Общие сведения
Согласно определению Института истории НАН Украины, ОУН представляла собой праворадикальное движение, ориентированное на создание национального государства с тоталитарным политическим режимом. Ряд исследователей относит эту организацию к фашистским, неотличимым от итальянской версии этого движения и даже более экстремистским.
Как отмечает современный украинский исследователь Г. В. Касьянов, в западной научной литературе для характеристики идеологии и политической практики ОУН конца 1920-х — 1930-х годов чаще всего используют понятие «интегральный национализм», ставя ОУН на начальном этапе её деятельности в один ряд с другими европейскими праворадикальными, тоталитаристскими движениями первой трети XX века. Сами идеологи ОУН именовали свою идеологию «организованным национализмом».
Говоря об интеллектуальных факторах, которые повлияли на формирование украинского «интегрального национализма», Иван Лысяк-Рудницкий утверждал, что в доктрине национализма ощущаются «отголоски» иррационалистических, волюнтаристских теорий и философии жизни, которые пользовались в то время популярностью в Западной Европе (Ф. Ницше, А. Бергсон, Ж. Сорель, Г. Лебон, О. Шпенглер и др.)
Формирование базовых идеологических принципов украинского националистического движения началось в начале 1920-х. Этому способствовало создание националистических журналов («Національна думка», «Державна нація», «Розбудова нації»), на страницах которых и вырабатывались основные идеологические постулаты движения. Пражский журнал «Розбудова нації» впоследствии стал главным теоретическим и информационным органом ОУН, вокруг которого сформировалась группа теоретиков и идеологов, сформулировавших основные положения политической программы будущей организации — Микола Сциборский, Дмитрий Андриевский, Юлиан Вассиян, В. Мартинец, Степан Ленкавский, С. Пеленский и др.
По определению Джона Армстронга, основные мировоззренческие принципы украинской версии «интегрального национализма», присущие и другим европейским националистическим движениям этого периода, заключаются в следующем:
1. вера в то, что нация является наивысшей ценностью, которой должны быть подчинены все остальные ценности;
2. апелляция к мистической идее единства всех личностей, составляющих нацию, обычно исходящей из предположения о том, что их объединяют биологические характеристики или необратимые последствия совместного исторического развития;
3. подчинение рационального, аналитического мышления «интуитивно правильным» эмоциям, иррациональность;
4. наличие харизматического лидера или элиты националистов-энтузиастов, которые считаются олицетворением «воли нации»;
5. культ действия, войны и насилия, которые считаются выражением высшей биологической жизнеспособности нации[11].

Как отмечает Г. В. Касьянов, первые программные документы ОУН представляли собой скорее декларации, чем детальную стратегическую программу. Процесс корректировки и радикализации идеологических принципов организации продолжался до конца 1930-х годов на фоне победы тоталитарных режимов и движений в Европе, постепенного ухудшения межэтнических отношений на Западной Украине, принудительной коллективизации сельского хозяйства, сворачивания кампании украинизации и катастрофических последствий массового голода 1932—1933 годов на территории Советской Украины. При этом эмигрантская часть деятелей ОУН всё более склонялась к идее корпоративизма, продвигавшейся Миколой Сциборским, тогда как молодёжь Краевой экзекутивы ОУН (КЭ ЗУЗ), действовавшая в условиях подполья, продолжала испытывать сильное эмоциональное влияние идей Дмитрия Донцова с его теорией «деятельного национализма» (укр. чинний націоналізм).
К началу Второй мировой войны идеология ОУН приобрела завершённый вид. Украинский радикальный национализм представлял собой тоталитарное, антидемократическое и антикоммунистическое революционное движение, в основу которого были положены культ действия, воинствующий идеализм и волюнтаризм, верховенство национального над общечеловеческим. Нация в концепции идеологов ОУН является самой органичной, самой естественной формой организации человечества. Интересы нации превыше интересов индивидуума.
Социально-политическая программа ОУН конца 1930-х включала элементы государственного синдикализма, этатизма, надклассовой солидарности и социальной справедливости. Политический элитаризм, вождизм сочетался с социальным эгалитаризмом. Особая роль отводилась крестьянству как основе украинской нации. Социально-экономические программные установки представляли собой смесь социалистических, социал-демократических и народнических идей, призванных поддержать направленность на надклассовое построение украинского государства и нации.

## ОУН и другие политические течения

### ОУН и «деятельный национализм» Дмитрия Донцова

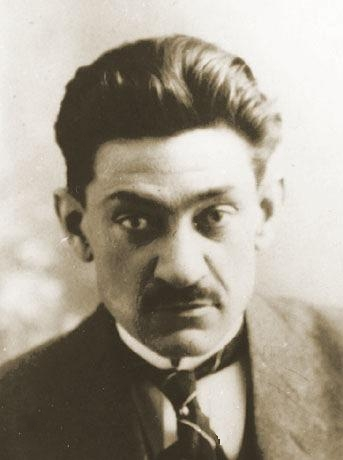
Дмитрий Донцов, идеолог украинского национализма

Идейная близость донцовского национализма идеологическим установкам деятелей эмигрантского Главного Провода ОУН не привела к продуктивному политическому сотрудничеству, и даже наоборот, воинственная деструктивность тезисов Донцова вызывала с их стороны критику, хотя эта критика и не носила публичного характера. Различия между «деятельным национализмом» Донцова и «организованным национализмом» ОУН, представлявшими собой две украинские разновидности интегрального национализма, касались не принципиальных вопросов, а скорее приоритетов: для Донцова это были культ стихийной воли нации к жизни и власти, воспитание нового, сильного и волевого украинца, для ОУН — создание иерархической дисциплинированной организации, способной осуществить национальную революцию и установить национальную диктатуру. Несмотря на то, что Дмитрий Донцов заложил концептуальные основы украинского национализма, членом ОУН он никогда не был, и непосредственно идеологию ОУН разрабатывали другие люди. Ни Евгений Коновалец, ни его «наследники», Андрей Мельник и Степан Бандера, крупными идеологами не были и каких-либо значительнных идеологических работ после себя не оставили. Бандера свои основные работы написал уже после войны.
В начале 1920-х идеи Донцова, провозгласившего борьбу с Россией национальной идеей украинского народа и настаивавшего на «единстве с Европой, при любых обстоятельствах, любой ценой», не получили широкого отклика на Западной Украине и в кругах эмиграции. В глазах многих западных украинцев главными врагами были Польша и Румыния, а не Россия, и призыв к единству с Европой, политические лидеры которой санкционировали раздел Украины, был встречен скептически. Более того, многие украинские политические деятели, включая Евгения Коновальца и Евгения Петрушевича, искали помощи СССР в борьбе с Польшей. В конце 1920-х — начале 1930-х надежды на то, что Советская Украина станет этапом на пути к построению независимого украинского государства, растаяли, а массовый голод 1932—1933 годов привёл почти всех украинских националистов к убеждению, что худший враг Украины — коммунистическая Россия и что для борьбы с ней оправдан союз с любыми силами.
В ходе Второй мировой войны, когда ОУН под влиянием политических реалий была вынуждена пересмотреть базовые идейные и политические установки предвоенного периода и отойти от тоталитарной риторики, их расхождения с «деятельным национализмом» Донцова стали очевидными. III Чрезвычайный Большой Сбор ОУН(б) (август 1943 года) в своих программных установках проигнорировал замечания, высказывавшиеся Донцовым. Во второй половине 1940-х и в 1950-е годы Донцов неоднократно подвергал жёсткой критике как эти решения, так и труды подпольных публицистов ОУН(б), что привело к ответному осуждению Донцова со стороны Провода ОУН на украинских землях.
В дальнейшие годы руководство ОУН, не забывая формально выражать уважение и признательность Донцову, избегало ссылаться на его идеи, даже после того, как в 1968 году на IV Большом Сборе ОУН (б) программные положения 1943—1950-х, представлявшие собой отход от тоталитарных тенденций 1930-х, были подвергнуты коренному пересмотру и в программу организации вошли тезисы, сближавшие её с донцовским «деятельным национализмом» 1920-х.

### ОУН, итальянский фашизм и немецкий национал-социализм
Один из наиболее спорных и противоречивых вопросов, касающихся идеологии и практики украинского радикального национализма, представленного ОУН, состоит в его отношении к итальянскому фашизму и немецкому национал-социализму. Уже в конце 1920-х — начале 1930-х годов политические противники и конкуренты ОУН в эмиграции и на Западной Украине характеризовали ОУН как фашистское движение.
Как отмечает Г. В. Касьянов, создатели и идеологи ОУН сами способствовали подобным аналогиям своим явным стремлением находить параллели между украинским национализмом и итальянским фашизмом, копированием и заимствованием элементов политических и социально-экономических программ итальянского фашизма. Так, представитель ОУН в Риме Евгений Онацкий писал в 1928 году, что «итальянский фашизм имеет то общее с украинским национализмом, что это тоже прежде всего ярко выраженный национализм. /…/ Очевидно, молодой украинский национализм кое-что перенял уже от итальянского фашизма, и это прежде всего признание необходимости железной иерархической организации и подчинение всех частных, партийных и классовых интересов интересам Родины». При этом Онацкий подчёркивал базовое различие между итальянским фашизмом и украинским национализмом: первый был идеологией и движением государственной нации, второй — нации без государства: «Фашизм есть национализм нации государственной, враждебной любым ирредентам, готовой всех и вся принести в жертву культу своего уже созданного государства. Украинский национализм есть, наоборот, национализм нации негосударственной, который только и живёт ирредентизмом и готов принести всех и вся в жертву для разрушения культа тех государств, которые не дают ему жить». Украинский интегральный национализм, таким образом, мог превратиться в форму фашизма лишь в случае завоевания государственной независимости.
Приход фашистов к власти в Италии в 1922 году был положительно воспринят как Дмитрием Донцовым, так и многими другими украинскими националистами, поскольку, по их мнению, фашисты, отвергавшие как либеральный капитализм, так и марксистский социализм, предложили некий «третий путь» развития общества. Деятели ОУН периодически предпринимали попытки наладить политическое взаимодействие с правительством Муссолини (в частности, планировалось предложить Муссолини выступить инициатором передачи Италии мандата Лиги Наций на Восточную Галицию), контактировали с деятелями фашистской партии. В Риме сложилась многочисленная украинская община, которую возглавлял Евгений Онацкий, личный секретарь Евгения Коновальца, а позднее — Андрея Мельника. Онацкий играл весьма важную роль в организации контактов между Евгением Коновальцем и итальянскими фашистами. Он состоял в добрых отношениях с самим дуче и его секретарём, графом Инсабато, статьи Онацкого по украинским вопросам размещались в фашистском печатном органе «Anti-Europa». Онацкий также поддерживал связи с Ватиканом как доверенное лицо Андрея Шептицкого.
Уже в первых программных документах ОУН (постановлениях Сбора ОУН 1929 года) содержались элементы, которые роднили политический образ будущего государства с фашистским вариантом корпоративной системы — прежде всего, речь идёт о создании иерархической системы представительства социальных и профессиональных групп под тотальным патронажем и контролем государства для обеспечения единства нации.
Микола Сциборский позаимствовал у итальянского фашизма для своей концепции организации государственной жизни в рамках «нациократии» элементы так называемого «корпоративизма» (работа «Нациократия» была опубликована в 1935 году). При этом Сциборский критиковал фашистов за то, что они рассматривали диктатуру как постоянный, а не временный принцип организации государства. В качестве альтернативы перманентной фашистской диктатуре Сциборский предлагал «нациократию» как особую украинскую модель тоталитаризма, призванную заменить национальную диктатуру после выполнения её задач.
В окончательном для 1930-х виде идеология ОУН была сформулирована в политической программе, принятой II Большим сбором (август 1939 года). В ней декларировалось, что «устройство Украинского государства будет основываться на принципах нациократии», под которой понимали «власть нации в государстве, опирающуюся на организованное и солидарное сотрудничество всех социальных слоев, объединённых — в соответствии с их общественными функциями — в представительных органах государственного управления». В программе заявлялось: «Экономическое устройство Украинского государства — как отрицание капитализма и марксизма — положит в свою основу солидарное сотрудничество всех социально-производительных слоев, которое будет урегулировано государством в общих интересах нации».
Осенью 1939 года Сциборский по поручению Андрея Мельника подготовил проект «Основных законов (конституции) Украинского Государства», в ст. 1 которого провозглашалось: «Украина есть суверенное, авторитарное, тоталитарное, профессионально-сословное государство, носящее название Украинское Государство». Вся полнота власти должна была принадлежать Украинской Нации и осуществляться «через Главу Государства — Вождя Нации, олицетворяющего её суверенитет и единство». Проектом запрещалось «существование политических партий, групп, организаций и идеологических свободных объединений» и устанавливалось: «Единственной идеологией, воспитывающей граждан Украинского Государства, является идеология Украинского Национализма, а единственной формой политической организации общества является Организация Украинских Националистов». Согласно проекту, лица еврейской национальности лишались гражданских прав. Эта концепция тоталитарного государства вполне соответствовала моделям, утвердившимся к тому времени в Италии и Германии.
По сведениям советской разведки, в начале 1930-х годов Евгений Коновалец дважды лично встречался с Гитлером, который, в частности, предложил направить группу украинских националистов на обучение в нацистскую партийную школу в Лейпциге. По сведениям польской офензивы, первая такая встреча имела место ещё до прихода национал-социалистов к власти — в сентябре 1932 года. После встречи с Гитлером Коновалец в своей статье «Гитлер и украинское дело», напечатанной в газете УВО «На сторожi», призвал украинских националистов «стать густым казацким строем на стороне Гитлера, который создаст ворота на Восток».
После прихода НСДАП к власти Дмитрий Донцов опубликовал биографии Гитлера и Муссолини. В своей статье «Фашисты ли мы?» он писал: «Политический и морально-психологический дух, которым дышат украинские националисты, бесспорно, является фашизмом». Степан Бандера в 1940 году заявлял: «Эти новые националистические движения носят разное название в разных странах: в Италии — фашизм, в Германии — гитлеризм, у нас — украинский национализм». И, наконец, двумя годами раньше один из руководителей ОУН Я. Оршан в брошюре «Время национализма» утверждал: «Украинский национализм оперирует термином „национализм“ в том понимании, как национализм немецкий и итальянский терминами „национал-социализм“ и „фашизм“. Национализмы: фашизм, национал-социализм, украинский национализм — это разные национальные проявления одного духа». В то же время Я. Оршан довольно скептически оценивал немецкую расовую теорию.
Руководство НСДАП также проявило живой интерес к украинским националистам. Внешнеполитический отдел НСДАП во главе с А. Розенбергом собирал досье не только на лидеров националистических организаций, но и на их непосредственных руководителей из абвера. Как следует из документов этого отдела, в апреле 1933 года Коновалец и Ярый посетили редакцию газеты «Фёлькишер беобахтер» (главным редактором которой также был Розенберг). Коновалец рассказал о подрывной антисоветской деятельности своей организации и попросил о поддержке деятельности ОУН со стороны внешнеполитического ведомства НСДАП. Коновалец в ходе общения с деятелями НСДАП попытался дискредитировать своих возможных конкурентов из числа украинской эмиграции — в частности, гетмана Скоропадского и его сторонников.
ОУН сотрудничала с руководством НСДАП и Третьего рейха в разведывательно-подрывной работе против Польши и СССР вплоть до начала Второй мировой войны, а после нападения Германии на СССР в течение определённого времени сотрудничала с немецкой оккупационной властью на украинских землях.
Часть идеологов ОУН, восхваляя итальянский фашизм и его корпоративную экономику, довольно скептически относились к национал-социализму. Так, Евгений Онацкий в своих статьях критиковал идеологов национал-социализма за пренебрежение своей историей (сжигание книг) и введение расовых и стерилизационных законов, за чрезмерный расчёт на силу и пренебрежение к интересам других народов на международной арене, за отвержение христианской религии и создание своей собственной, новой. Помимо прочего, он подвергал критике немецкий расизм за сведение всего к расе, биологическому началу, что, по мнению Онацкого, было проявлением материализма, против которого ОУН решительно выступала. Онацкий осуждал саму гитлеровскую идею «„избранных“ народов».
Не симпатизировал нацизму и лидер ОУН Евгений Коновалец. Ещё до прихода Гитлера к власти глава ОУН в письме Дмитрию Андриевскому, обсуждая одну из работ последнего, рекомендовал ему «не слишком увлекаться гитлеризмом». Коновалец при этом подчёркивал, что, по его мнению, украинских националистов нельзя отождествлять с фашистами: «нас нельзя назвать ни фашистами, ни национал-социалистами, ни приравнивать ни к ирландцам, ни к индусам, поскольку мы украинские националисты». Несколько лет спустя ему вторил виднейший идеолог ОУН Микола Сциборский, который в своей «Нациократии» писал, что «будущее Украинское Государство не будет ни фашистским, ни национал-социалистическим, ни „примодериверовским“».
На ІІІ Чрезвычайном Съезде ОУН-Б (1943) произошла либерализация идеологии ОУН, были провозглашены демократические права, поэтому говорить о фашистском характере ОУН после этого не приходится. Украинский национализм, в отличие от большинства фашистских и профашистских движений межвоенной Европы, действовал не в своём национальном государстве, а на землях, насильно захваченных другим государством.

### ОУН и другие тоталитарные движения Восточной Европы 1920-х — 1930-х
Ряд авторов, относящих ОУН к тоталитарным движениям, проводит аналогию между ОУН и аналогичными движениями Восточной Европы межвоенного периода. Так, Иван Лысяк-Рудницкий в своей статье «Национализм» писал: «Ближайших родственников украинского национализма следует искать не столько в немецком нацизме или итальянском фашизме — продуктах индустриальных и урбанизированных сообществ, сколько среди партий этого типа у аграрных, отсталых в экономическом отношении народов Восточной Европы: хорватских усташей, румынской Железной гвардии, словацких глинковцев, польского ONR (Obóz Narodowo-Radykalny) и т. п.».
Движение усташей, в частности, прошло все стадии развития, от создания небольшой радикальной группы к осуществлению национальной диктатуры и краху в финале. И движение усташей, и ОУН возникли почти одновременно, в 1934 году совершили свои наиболее резонансные террористические акты, обе пошли на сотрудничество с государствами «Оси» и в 1941 году провозгласили государственную независимость в условиях немецкой оккупации. Признав режим усташей, просуществовавший 4 года и превратившийся в «полноценный» фашизм, Гитлер, однако, подверг репрессиям бандеровскую ОУН и созданное ею правительство Ярослава Стецько. Тем самым руководство Третьего рейха «уберегло» украинский национализм от такой же коллаборационистской участи.

### Отношение ОУН к коммунистической идеологии
Украинские националисты рассматривали коммунистов (как, впрочем и другие левые политические силы) как антиобщественные движения. Для идеологов ОУН лозунг «абсолютной равности» был «абсолютным злом», поскольку не принимал во внимание «качественную» разность людей. Сталинизм же представал для них «остатком неактуальной уже коммунистической догмы, полностью подчинённой тактике вынужденных компромиссов». Тот факт, что советская политическая система при Сталине обернулась не диктатурой пролетариата, а диктатурой партии, рассматривался ими как «логичный результат примитивной программы коммунизма». Коммунистическая идеология в работах идеологов ОУН представала «эманацией московского духа и московской психологичной стихии со всеми приметами их негативности, примитивности и самоотрицанием», а СССР — «проявлением обновлённой московской великодержавности»: прикрываясь лозунгами интернационализма, СССР на деле проводит империалистическую политику по отношению к подчинённым народам.
Осуждая в целом коммунизм и как идеологию, и как практику, ОУН при этом одобряла некоторые практические шаги советского руководства: например, «стремление коммунизма к ликвидации нетрудовых паразитических слоев» само по себе не вызывало возражений, однако, по мнению идеологов ОУН, в Советском Союзе разделение на «трудовые» и «нетрудовые» слои потеряло исконный смысл и к «нетрудовым» относили попросту политических противников сталинской коммунистической верхушки. Сам сталинский строй один из главных идеологов украинского национализма Микола Сциборский определял как «государственный капитализм».

### Украинский национализм и расовые теории
Одним из ученых, теоретиков расистских взглядов, был географ С. Рудницкий, и хотя сам он не был членом ОУН, некоторые его расистские идеи из книги «К основам украинского национализма» («До основ українського нацiоналiзму») позднее изучались оуновской молодежью. Он придерживался идей дифференционного расизма, считая, что расы имеют набор свойственных только им качеств, которые наследуются биологически, т.е. сами расы хотя и равноценны, но их смешение не желательно. Считал украинский народ расово однообразным, существенно отличающимся от «москалей» и поляков. Также он являлся сторонником евгеники.
Антрополог Р. Ендик писал, что психические свойства людей разных рас не равнозначны, что русские и украинцы культурно несовместимы. Являлся антисемитом, называя евреев «чужерасовой группой в Европе», но не соглашался с нацистскими методами решения «еврейского вопроса».
Ю. Липа в работе «Предназначение Украины» («Призначення України») высказывал мнение, что украинская раса более старая, чем польская и русская. Различия же рас видел не в их антропологических формах, а в их психических особенностях.
Расистские идеи высказывались рядом идеологов ОУН:  Ю. Вассияном, членом и секретарем ПУН В. Мартынцом, Д. Мироном-«Орликом», Д. Донцовым, О. Ольжичем. Некоторые из них принимали идею расы скорее психологически, чем биологически. Так Д. Мирон, в работе «Идея и действие Украины» («Ідея i Чин України») пишет о своем понимании расы «больше психологично и динамично, чем биологично». При этом он не считал себя сторонником расизма, но призывал для возрождения Украины «защититься от хаотичного смешения с расовыми элементами москалей, тюркских и кавказских народов».
Однако, несмотря на то, что часть идеологов ОУН в своих работах и высказывали расистские идеи, в последующей деятельности ОУН эти теоретические идеи не нашли практической реализации.

### Национализм как религия
В отношении религиозной политики ОУН считала необходимым отделение церкви от государства. Так, об этом шла речь на состоявшемся в августе 1939 г. в Риме ІІ Съезде ОУН (не признанном ОУН (б)), причем свобода совести признавалась «пока она не идет в разрез с добром и моралью Украинской Нации», но запрещалась пропаганда атеизма. Согласно программным постановлениям ІІ Съезда ОУН (б), прошедшего в апреле 1941 г. в Кракове провозглашалась «свобода совести и религиозных культов, не противных моральной силе нации и интересам украинского государства». Таким образом традиционной церкви отводилась подчиненная роль по отношению к интересам государства.
Тоталитарная направленность идеологии ОУН проявилась также в попытках превращения украинского национализма в своеобразную политическую религию. Образцом квазирелигиозной риторики ОУН стали «Десять заповедей украинского националиста», составленные в 1929 году Степаном Ленкавским. Вступление к Декалогу написал Иван Габрусевич. Дополнением «Декалога» стали написанные через несколько лет «12 примет характера украинского националиста» и «44 правила жизни украинского националиста». Подобные этические кодексы были призваны воспитывать у членов ОУН чувство причастности к сообществу избранников и веру в её мессианскую роль.
Десять заповедей (Декалог) украинского националиста
Я — дух извечной стихии, уберёгший Тебя от татарского потоптания и поставивший на грани двух миров созидать новую жизнь:
1. Обретёшь Украинскую Державу или погибнешь в борьбе за Неё.
2. Не позволишь никому пятнать славу и честь Твоей Нации.
3. Помни про великие дни наших Освободительных борений.
4. Гордись тем, что Ты — наследник борьбы за славу Владимирского Тризуба.
5. Отомстишь за смерть Великих Рыцарей.
6. О деле не говори с тем, с кем можно, а с кем нужно.
7. Без колебаний совершишь самое опасное деяние (изначально «самое большое преступление»[37]), если того потребует добро дела.
8. Ненавистью и безоглядной борьбой (изначально «и обманом»[37]) будешь принимать врагов Твоей Нации.
9. Ни просьбы, ни угрозы, ни пытки, ни смерть не принудят тебя выдать тайну.
10. Будешь бороться ради возрастания силы, славы, богатства и пространства Украинской Державы. (В первоначальной редакции присутствовало дополнение «даже путём порабощения чужаков»[37]).

Я дух одвічної стихії, що зберіг Тебе від татарської потопи й поставив на грані двох світів творити нове життя:
1. Здобудеш Українську Державу або загинеш у боротьбі за Неї.
2. Не дозволиш нікому плямити славу та честь Твоєї Нації.
3. Пам'ятай про великі дні наших Визвольних змагань.
4. Будь гордий з того, що Ти є спадкоємцем боротьби за славу Володимирового Тризуба.
5. Пімсти смерть Великих Лицарів.
6. Про справу не говори з тим, з ким можна, а з ким треба.
7. Не завагаєшся виконати найнебезпечнішого чину, якщо цього вимагатиме добро справи.
8. Ненавистю і безоглядною боротьбою прийматимеш ворогів Твоєї Нації.
9. Ні просьби, ні грозьби, ні тортури, ані смерть не приневолять тебе виявити тайни.
10. Змагатимеш до посилення сили, слави, багатства і простору Української Держави.

Украинские националисты, путем сакрализации идеи нации, находились в процессе создания политической религии, основой которой был миф возрождения или нового рождения нации в националистической революции и новом мировом порядке. Однако, в данном случае, можно говорить лишь о тенденции создания «религии национализма», а не о завершенном процессе, как, к примеру, это было с политическими религиями немецкого национал-социализма и советского коммунизма. Основными причинами незавершенности данного процесса были отсутствие государственности и глубокое  укоренение традиционной религиозности в западноукраинском обществе.

## Проблема этнографической территории и геополитические концепции украинских националистов
Главной задачей ОУН было построение Украинской Соборной Самостийной Державы (УССД) на всех украинских этнографических землях. Для определения границ этих земель украинскими националистами изучались и широко использовались работы ряда украинских ученых-географов, таких как В. Кубийович, работа которого «Атлас украинских и смежных земель» (1937) включала атлас и карту этнографических границ Украины, С. Рудницкий, писавший об этих границах в книге  «Обзор национальной территории Украины» (1923). Впоследствии, во время Второй мировой войны, ОУН(б) и УПА, борясь за создание независимого государства, понимали в качестве границ Украины, границы ранее определённые этими ученными.
Согласно материалам І Конгресса Украинских Националистов (1929), ОУН в качестве украинских считала земли от Холмщины до Кубани и от Полесья до Крыма включительно. Район Каспийского моря считался возможным для последующей украинской колонизации. Также допускалась возможность расширения этих территорий исходя из геополитических интересов.
Между двумя организациями, на которые ОУН разделилась после раскола в 1940 г., существовали определённые разногласия в вопросе будущих границ украинского государства. Так ОУН(м), выражая приверженность постановлениям І Конгресса Украинских Националистов, считала, по геополитическим соображениям,  необходимым включение в состав будущего государства земли Кавказа и Нижнего Поволжья. Тогда как ОУН(б) выступала за создание государства именно на актуальных этнографических территориях.
Украинские националисты определяя границы этнографической территории своего будущего государства, для обоснования претензий на те или иные земли, практически не выдвигали принцип «исторического права», т.е. не применяя этнографию к прошлому, хотя и считали, что в прошлом украинцы были расселены гораздо западнее современных им этнографических границ.
Следует добавить, что ОУН(б) выступала не только за освобождение украинского народа от влияния Москвы, но и других «порабощенных» ею народов. Так в «Манифесте» ОУН(б) (1940) говорилось: «только Украина является настоящим союзником всех порабощенных народов и народов, которым Москва угрожает в их борьбе с московско-большевистским империализмом», «украинцы силой объективных условий являются авангардом всех порабощенных Москвой народов в их борьбе за полное освобождение». Таким образом ОУН предполагала образование на территории СССР, помимо украинского, ещё нескольких независимых национальных государств, которые защищали бы Европу от «империализма России».
Идейными основами концепции этнонациональной политики будущего независимого украинского государства, в представлении ОУН(б), было достижение общественного мира в собственном государстве и налаживание отношений с другими странами после политического переустройства мира на основе принципа «свобода народам, свобода человеку», предполагавшем для всех народов право на самоопределение, а также равноправие и толерантность в межгосударственных отношениях, отсутствие практики «двойных стандартов» в мировой политике.

## ОУН после Второй мировой войны

### ОУН (м)
В политической деятельности мельниковской ОУН, сохранявшей в основных вопросах приверженность постановлениям ІІ Съезда ОУН (1939), наметились признаки умеренной демократизации. Это проявилось и в проведении более терпимой политики по отношению к другим украинским партиям и движениям. Так ОУН(м), стремясь к роли объединяющей силы против роста влияния ОУН(б) в эмиграции, для поддержания легитимного, по их мнению, правительства УНР в изгнании, организовала в Мюнхене Координационный украинский комитет. В состав этого комитета вошли представители широкого круга украинских партий и движений, от социал-демократов и гетьманцев до созданной в 1946 г. Украинской революционно-демократической партии. Сотрудничество между всеми этими политическими силами базировалось на заявленных принципах законности и христианской морали, отрицания тоталитарных и авторитарных тенденций в политике, осуждении морального и физического террора.
В программе партии, принятой на прошедшем в августе 1947 г. III Съезде, хотя и шла речь о необходимости «сильной власти» на переходный период до обретения государственности, но при этом отрицалась идея однопартийности.  Ограничивалась власть вождя, который теперь должен был раз в три года отчитываться пред съездом партии. Провозглашалась равноправие граждан перед законом, независимость судебных органов, свобода слова, прессы, вероисповедания. Допускалась возможность политической оппозиции.
Существенных изменений в идеологию партии постановления последующих IV, V и VI-го Съездов не внесли.
На VII Съезде в 1970 г. был выдвинут лозунг «Украина - общее добро всех ее граждан», который предполагал приглашение национальных меньшинств к совместной освободительной борьбе. Также утверждались принципы демократии и идеологического плюрализма, необходимые для объединения всех политических сил, ставивших целью создание независимого украинского государства, отмечалось:  «чтобы эта борьба была успешной, в ней должны участвовать все силы украинского народа, не принимая во внимание их идейно-программные, политические или тактические различия».
Таким образом, с начала 1970-х годов, ОУН(м) окончательно перешла на демократические позиции, отказавшись при этом от идеи однопартийной диктатуры, иррациональности и абсолютизации идеализма в мировоззренческих установках. Преобразовавшись, таким образом, в организацию национально-демократического типа.

### ОУН (б)
В январе-феврале 1946 г. на конференции ОУН(б) было заявлено о создании организации носившей наименование «зарубежные части ОУН» (ЗЧ ОУН). На этой конференции, при рассмотрении программных и идеологических вопросов, С. Бандера и его единомышленники, не оспаривая в целом постановления III Чрезвычайного Съезда ОУН(б), состоявшегося в 1943 г., высказывали мысли о том, что демократические пункты его постановлений, сделанные во время войны, имели всего лишь тактический характер и не имеют отношения к практическому национализму. Тогда как их оппоненты, считали, что демократия и мировоззренческий плюрализм должны стать главными элементами идеологии организации. В последующие годы эти расхождения во мнениях, несмотря на определённые попытки сторон достичь примирения, привели ко второму расколу ОУН. В результате которого в декабре 1956 г. оппонентами С. Бандеры была создана Организация украинских националистов за рубежом (ОУН(з)).
Послевоенный период для ОУН(б) характеризуется отсутствием дискуссий вокруг идеологических вопросов, отсутствием эволюции во взглядах. Рассмотрение вопросов идеологии сводилось лишь к расширенным комментариям относительно идей, высказанных ранее, в 1920-1930-е года. В частности, при сравнении материалов IV (1968) и VII (1987) Съездов партии не обнаруживается существенных изменений политических, программных и идеологических положений. В них содержатся те же, характерных для конца 1930-х годов идеи: абсолютизация и естественность нации, примат её интересов над интересами личности, идеализм, культ земли и крестьянства, пропаганда этнической солидарности, ксенофобия, претензии на сверхклассовую репрезентативность националистического движения и т.п..

### Статьи
- Федоровский Ю. Р. Борьба с деятельностью ОУН накануне Великой Отечественной войны // Украинский национализм и Донбасс. Историческая ретроспектива. — 2010.
- Ще про націоналізм і релігію. З приводу рецензії Сергія Квіта — Український визвольний рух. — Львів: Інститут українознавства ім. І.Крип’якевича НАН України, Центр досліджень визвольного руху, 2012. — Збірник 17.
- ОУН і авторитарно-націоналістичні рухи міжвоєнної Європи. Український історичний журнал. — 2012. — Вип. 1, (№ 502). — 240 с.
- Фашизм і український націоналізм (1920-30-ті рр.). Опубліковано в: «Ї»: незалежний культурологічний часопис. — Львів, 2000. — Число 16. — С. 86-104.
- Berkhoff K. C. and Carynnyk M. The Organization of Ukrainian Nationalists and Its Attitude toward Germans and Jews: Iaroslav Stets’ko’s 1941 Zhyttiepys // «Harvard Ukrainian Studies». — 1999. — Vol. 23. — nr. 3/4. — pp. 149−184.